# エドウィン・ブラモール (ブラモール男爵)
ブラモール男爵、エドウィン・ノエル・ウェストビー・ブラモール（英: Edwin Noel Westby Bramall, Baron Bramall, KG, GCB, OBE, MC, JP, DL、1923年12月18日 - 2019年11月12日）は、イギリスの陸軍軍人、一代貴族、政治家。
1979年から1982年まで陸軍参謀総長を務めた後、1982年から1985年にかけて国防参謀総長を務めた。
1987年に一代貴族に叙され、貴族院議員に列する。

## 経歴

### 生い立ち
1923年12月18日、陸軍将校エドムンド・ブラモールとその妻キャサリン（旧姓ウェストビー）の息子として生まれる。その後イートン校に進学する。

### 陸軍入隊
第二次世界大戦中の1942年8月12日に陸軍に入隊。1943年5月22日に国王の王立ライフル軍団に配属される。同軍団の自動車歩兵大隊に属して、1944年6月のノルマンディー上陸作戦に参加し、その後1945年5月のドイツ降伏までフランス、西部ドイツで戦った。1945年3月にミリタリー・クロスを授与された。
1945年9月から大戦でイギリスがイタリアより奪い取った植民地リビアに駐屯し、ついで植民地インドに派遣された。1946年6月18日、中尉に昇進。1946年12月からイギリス連邦占領軍占領下の日本に派遣された。

### 将校
1947年3月から陸軍省軍事作戦部に勤務。1949年8月から歩兵学校の教官を務める。1950年12月18日に大尉に昇進。キャンバリーの参謀大学で学んだ後、1955年1月まで2級参謀本部将校(GSO2)として中東駐留の歩兵師団に属し、中東での任務にあたった。つづいてライフル兵站部で訓練中隊の司令官を務める。1956年9月から国王の王立ライフル軍団第一大隊に所属し、リビアで任務に当たる。1957年12月18日に少佐（major）に昇進し、中隊司令官となる。
1958年5月10日からキャンバリー参謀大学の教官を務めた。1962年2月2日から国王の王立ライフル連隊第2グリーン・ジャケッツ第一大隊で第二司令官を務め、ドイツ・ベルリン、ついでコルチェスターに勤務した。1965年1月25日に中佐（lieutenant colone）に昇進するとともに第2グリーン・ジャケッツの司令官(CO)に就任。1965年から1966年にかけてインドネシア・マレーシア紛争でマレーシアを支援すべく同国に派遣された。

### 陸軍大将
1967年3月に大佐に昇進するとともに参謀大学の一級参謀本部将校(GSO1)となった。同年12月31日に准将に昇進し、同年11月から1969年12月にかけて第5歩兵旅団の司令官を務める。
帝国防衛大学で学んだ後、1971年7月28日に少将に昇進した。1972年1月から1973年11月にかけてイギリス陸軍ライン軍団の第1装甲師団の総司令官(GOC)を務める。
1973年12月12日に中将に昇進するとともに香港イギリス軍司令官に就任。1976年5月15日に地上部隊最高司令官(C-in-C)に就任。同年6月25日には大将に昇進した。

### 元帥
1978年5月から国防参謀次長に就任し、ついで1979年7月から陸軍参謀総長を務めた。その在任中に1982年にフォークランド紛争が勃発し、サン・カルロスの戦いでの陸軍部隊の作戦立案にあたった。1982年8月1日に陸軍元帥に昇進。
1982年10月から国防参謀総長に就任したが、彼が就任したころにはフォークランド紛争はイギリスの勝利に終わっていた。1985年11月まで務めた。

### 貴族院議員
1986年にはロンドンの治安判事に就任し、また1986年から1998年にかけては名誉職の大ロンドン知事を務めた。グリーン・ジャケッツや特殊空挺部隊、国王エドワード7世所有第2グルカ・ライフル連隊の名誉連隊長(Colonel)も務めた。1987年2月9日に一代貴族爵位「カウンティ・オブ・ハンプシャーにおけるブッシュフィールドのブラモール男爵（Baron Bramall, of Bushfield in the County of Hampshire）」に叙せられ、貴族院議員に列した。1990年4月23日、女王エリザベス2世よりガーター騎士団ナイト（KG）に叙された。
2013年4月25日に貴族院の活動を退いた。

## 栄典
- 1945年3月1日：ミリタリー・クロス（英語版）(MC)[19]
- 1965年新年叙勲（英語版）：大英帝国勲章オフィサー(OBE)[20]
- 1974年新年叙勲：バス勲章ナイト・コマンダー(KCB)[21]
- 1979年新年叙勲：バス勲章ナイト・グランド・クロス(GCB)[22]
- 1987年2月9日：ブラモール男爵（連合王国一代貴族爵位）[2]
- 1990年4月23日：ガーター勲章勲章士(KG)[17]